# Thouinia racemosa
Thouinia racemosa är en kinesträdsväxtart som beskrevs av Ludwig Radlkofer. Thouinia racemosa ingår i släktet Thouinia och familjen kinesträdsväxter. Inga underarter finns listade i Catalogue of Life.